# Gardena (entreprise)
Pour les articles homonymes, voir Gardena.
 (juillet 2016).
Si vous disposez d'ouvrages ou d'articles de référence ou si vous connaissez des sites web de qualité traitant du thème abordé ici, merci de compléter l'article en donnant les références utiles à sa vérifiabilité et en les liant à la section « Notes et références ».
Gardena GmbH est une entreprise allemande spécialisée dans la fabrication d'outils pour le jardinage. Son siège est situé à Ulm et l'entreprise emploie environ 2 800 employés dans le monde dont 1 600 en Allemagne.
Des unités de productions sont localisées à Gerstetten et Niederstotzingen, en Bade-Wurtemberg.

## Histoire
En 2007, Gardena est rachetée par le groupe suédois Husqvarna AB.